# Sindrome di Diogene
La sindrome di Diogene è un disturbo psicologico e comportamentale caratterizzato da un'estrema disattenzione alle necessità basilari, come l'igiene personale e le cure sanitarie. La sindrome è stata riconosciuta per la prima volta nel 1975 ed è conosciuta anche con altri nomi, ad esempio come barbonismo domestico o sindrome dello squallore senile.
I sintomi includono principalmente l'abbandono delle norme igieniche personali. Si può manifestare in associazione al disturbo da accumulo.

## Origine del nome
La sindrome prende nome da Diogene di Sinope, anche se costui non è mai stato considerato nella tradizione un accumulatore compulsivo, ma solamente come una persona che aveva vissuto con il minimo indispensabile.

## Caratteristiche
La sindrome di Diogene è un disturbo che comporta l'accumulo di immondizia e grave trascuratezza di sé. Inoltre, la sindrome è caratterizzata da squallore domestico, sillogomania, alienazione sociale e rifiuto dell'aiuto. È stato dimostrato che la sindrome è causata da una reazione allo stress vissuta dal paziente. L'intervallo di tempo in cui si sviluppa la sindrome non è definito, sebbene sia più precisamente distinto come una reazione allo stress che si verifica nella vecchiaia.
Nella maggior parte dei casi, è stato osservato che i pazienti presentano possessività anormale e schemi di raccolta disordinati. Questi sintomi suggeriscono danni alle aree prefrontali del cervello, a causa della loro relazione con il processo decisionale. Al contrario, ci sono stati anche casi in cui gli oggetti accumulati sono stati sistematicamente ordinati, il che può suggerire una causa diversa dal danno cerebrale.
Sebbene sia stato osservato che la maggior parte dei pazienti proviene da case con condizioni sfavorevoli e molti hanno affrontato la povertà per lungo tempo, queste somiglianze non sono considerate una causa definita della sindrome. La ricerca ha dimostrato che alcuni dei partecipanti con questa condizione avevano solide origini familiari e una vita professionale di successo. La metà dei pazienti presentava un livello di intelligenza elevato. Ciò indica che la sindrome di Diogene non riguarda esclusivamente coloro che soffrono di povertà o coloro che hanno avuto esperienze infantili traumatiche.
La grave negligenza di solito provoca collasso fisico o esaurimento mentale. La maggior parte delle persone che soffrono della sindrome non vengono identificate fino a quando non affrontano questa fase del collasso, a causa della loro tendenza al rifiuto dell'aiuto degli altri.
I pazienti sono generalmente altamente intelligenti, e i tratti della personalità che possono essere visti frequentemente nei pazienti con diagnosi di sindrome di Diogene sono aggressività, testardaggine, sospetto degli altri, sbalzi d'umore imprevedibili, instabilità emotiva e percezione deformata della realtà. La SD secondaria è correlata a disturbi mentali. La relazione diretta delle personalità dei pazienti con la sindrome non è chiara, sebbene le somiglianze nel carattere tra questi pazienti suggeriscano potenziali linee d'indagine.
Dal 2015 è stata individuata una variante della sindrome di Diogene, chiamata sindrome di Noè questa si presenta come accaparramento di un gran numero di animali ed è correlata a situazioni di stress psicosociale e solitudine.
Alcune della cause più comuni correlate a questa sindrome sono condizioni neurologiche e psichiatriche, come la demenza, il disturbo ossessivo compulsivo (OCD), le psicosi e la tossicodipendenza.

## Trattamento
È eticamente difficile trattare con i pazienti diagnosticati, poiché molti di essi negano le loro cattive condizioni e rifiutano di accettare il trattamento. Gli obiettivi principali dei medici sono quelli di migliorare lo stile di vita e il benessere del paziente, quindi gli operatori sanitari devono spesso decidere se forzare o meno il trattamento sul paziente.
In alcuni casi, specialmente quelli che comprendono l'incapacità di muoversi in casa, i pazienti devono acconsentire a farsi aiutare, dal momento che non riescono a prendersi cura di loro stessi. Gli ospedali o le case di cura sono spesso considerati il miglior trattamento in tali condizioni, anche se i risultati dopo il ricovero tendono ad essere scarsi. La ricerca sul tasso di mortalità durante il ricovero ha dimostrato che circa la metà dei pazienti muore mentre si trova in ospedale. Un quarto dei pazienti viene rimandato a casa, mentre l'altro quarto viene posto in cure residenziali a lungo termine. I pazienti che vengono dimessi spesso soffrono di ricadute.
Esistono altri approcci per migliorare le condizioni del paziente. Le strutture diurne hanno spesso avuto successo nel migliorare lo stato fisico ed emotivo dei pazienti, oltre ad aiutarli nella socializzazione. Altri metodi includono servizi all'interno della casa del paziente, come la consegna del cibo a domicilio.